# 山神橋
山神橋（さんじんはし）は、福島県福島市にある道路橋である。

## 概要
- 全長：106.600mm
  - 主径間：83.000m
- 幅員：8.00(9.20）m
- 竣工：1963年
- 型式：鋼上路式アーチ橋（主径間）、鋼単純非合成鈑桁橋（両側径間）　計3径間[1]

福島市北部の飯坂町中野の山中にて一級水系阿武隈川水系小川を渡り、国道13号栗子道路を通す。橋上は上下対向2車線で供用され、歩道は設置されていない。
豪雪地帯の深い渓谷を渡ることから上路式アーチ橋が選定され、桁は朱色に塗装されている。建設当時断面性能の高いパイプアーチ橋の施工例が水道橋しかなく、道路橋での実績が無かったことからリブアーチが採用され、ケーブルエレクション工法により建設された。建設当初は各径間がゲルバーヒンジ部にて接続され、床版とアーチは中間垂直材にて接続されていた。
建設から30年以上経過し老朽化が進み、これらゲルバー構造部や中間垂直材の接続部に部材の疲労による亀裂が発生し、落橋の危険があったことから1992年から1993年度にかけて応急復旧、補強工事が行われた。
1997年10月に栗子道路保全・管理検討委員会が開かれ当橋梁と東栗子トンネルの抜本的な老朽化対策が検討され、1999年～2000年度に架けてゲルバー部の連続桁化、中間垂直材への斜材の追加が行われた。
万世大路として開削された当初より当地には架橋が行われ、当橋梁は3代目の橋に当たる。また、同じ区間には東北中央自動車道の中野大橋がすぐ北側に架かる。

## 歴史
- 1870年代後半 - 初代山神橋竣工。木製桁橋であった。
- 1929年頃 - 2台目山神橋竣工。旧道のコンクリート橋であり、現在は下部工のみ現存する[2]。
- 1963年11月 - 竣工
- 1992年度 - 桁材の亀裂の応急復旧工事の開始
- 1999年度 - 老朽化対策工事の開始

## 周辺
- 山神神社